# Alfonso Ceccarelli
Alfonso Ceccarelli (né le 21 février 1532 à Bevagna, dans les États pontificaux et mort le 9 juillet 1583 à Rome) est un historien et un généalogiste italien de la Renaissance, condamné à mort et exécuté pour son activité de faussaire.

## Biographie
Alfonso Ceccarelli est né en 1532 à Bevagna d'une famille originaire de Città di Castello, son père était notaire.
Devenu médecin et généalogiste, il commence à pratiquer la médecine en 1569 et se spécialisé dans l'écriture d'histoires locales, en mettant en évidence l'importance de la famille qui l'engage, par exemple, lorsqu'il a été engagé par la famille Podiani, il a écrit une étude sur les membres importants de cette famille dans la ville de Rieti.
Ceccarelli a écrit une fausse version de Chronicæ Gualdenses, un texte médiéval perdu sur l'Ombrie, et l'a utilisé comme source pour ses propres études. Il est l'auteur du De familiis illustribus Italiæ ac de earum origine sous le pseudonyme de Fanusio Campano. L'étude généalogique suggérait que la Maison des Grimaldi descendait de Normandie, ce qui est faux.
Ceccarelli a falsifié des testaments et d'autres documents juridiques. Il a été poursuivi, arrêté et décapité pour ses crimes le 9 juillet 1583 à Rome.
Au XVIIe siècle, les recherches de Ceccarelli ont été utilisées comme source par Charles de Venasque-Ferriol, un courtisan monégasque qui a écrit en 1647 Genealogica et Historica Grimaldæ Gentis arbor, dans le but de relier la maison des Grimaldi à la famille royale française.

## Pour approfondir